# Spilosoma viettei
Spilosoma viettei là một loài bướm đêm thuộc phân họ Arctiinae, họ Erebidae.